# Nordiska akvarellmuseet

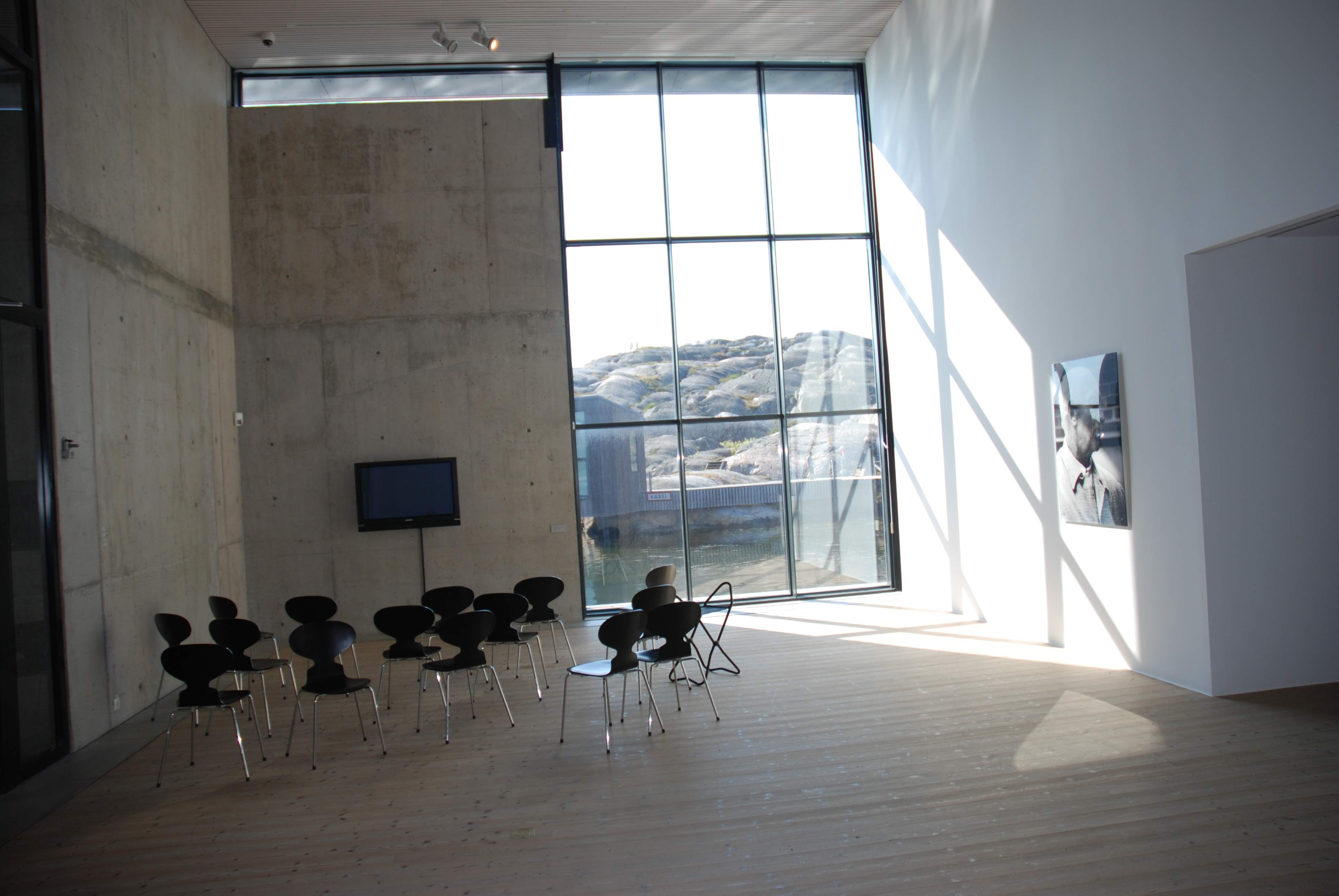
Interiör

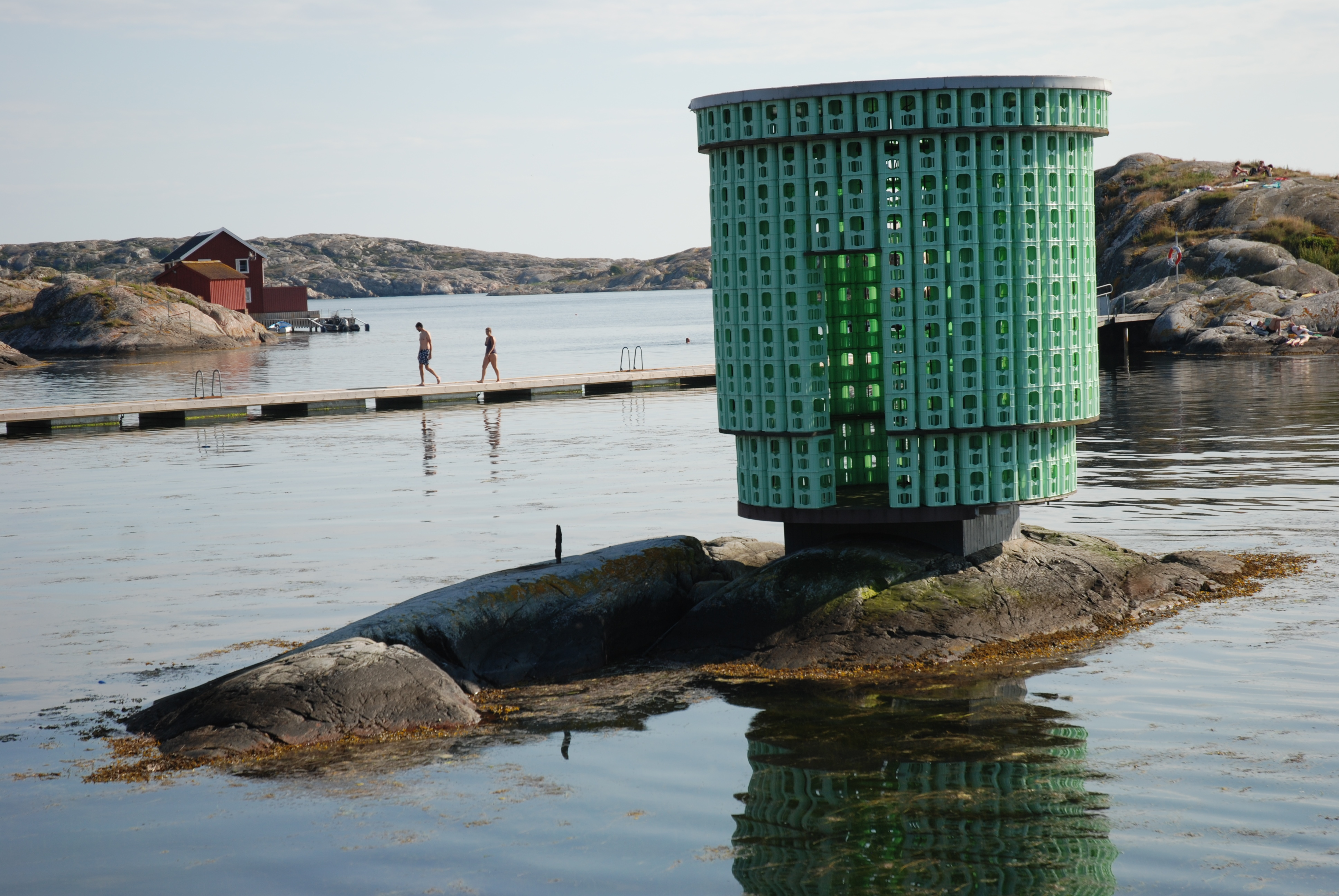
Projekt Fyren utanför Nordiska akvarellmuseet

Nordiska Akvarellmuseet är en konsthall i Skärhamn på Tjörn. 
Sedan starten år 2000 har museet visat konst av bland andra Salvador Dali, Bill Viola, Louis Bourgeois, Elsa Beskow, Anders Zorn, Mats Gustafson och Lars Lerin. Fokus ligger på samtidskonst och museets målsättning är att se på akvarelltekniken från samtidens och den nutida konstens perspektiv mot bakgrund av akvarellmåleriets tradition. Museet har ingen permanent utställning, utan presenterar istället 6–8 nya utställningar varje år. Utöver utställningsverksamhet bedriver Nordiska Akvarellmuseet pedagogisk verksamhet, anordnar kulturarrangemang, samt bedriver forskning och utvecklingsprojekt. På Bockholmen, i anslutning till museet, ligger fem gästateljéer som bland annat används för konstnärlig utveckling, men hyrs även ut till privatpersoner i mån av plats. Varje år delas museets egna konststipendium, 7 Dagar, ut till yrkesverksamma konstnärer.
Nordiska Akvarellmuseet ritades av de danska arkitekterna Niels Bruun och Henrik Corfitsen. En utbyggnad 2012 på 400 kvadratmeter ritades av Tengbom. I museibyggnaden finns, förutom utställningshallar, även verkstäder, hörsal och restaurang. På en liten kobbe utanför byggnaden finns skulpturen Fyren av gröna drickabackar av den tyska konstnärsduon Winter/Hoerbelt. Ett annat offentligt konstverk är en inristning på den brygga, som löper runt museet. Den har titeln Sjungande Invånare och är skapad av Gunilla Hansson.
Nordiska Akvarellmuseet ägs och drivs av en stiftelse, som instiftats av Nordiska Akvarellsällskapet och Tjörns kommun. Berndt Arell var chef 2000–2002 och efterträddes av Bera Nordal.

## Priser och utmärkelser
- LRF:s litteraturpris 2001
- Årets museum 2010[1]
- Swedish Arts and Business Awards 2010[2]